# Misty Hyman
Misty Hyman (Mesa, 23 de março de 1979) é uma nadadora norte-americana, campeã olímpica dos 200 metros borboleta nos Jogos de Sydney em 2000.
Foi recordista mundial dos 100 metros borboleta entre 1996 e 1997.